# Jan Bratkowski
Jan Bratkowski (Würzburg, 25 de juliol de 1975) va ser un ciclista alemany que fou professional del 1997 al 2005.

## Palmarès
- 1999
  - Vencedor d'una etapa al Gran Premi Kranj
- 2000
  - 1r al Gran Premi Pino Cerami
  - Vencedor d'una etapa al Tour de Langkawi
- 2001
  - 1r al Gran Premi Raiffeisen
  - 1r al Poreč Trophy 4